# قريبنا الأمريكي

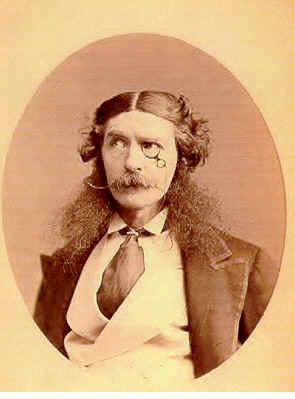
الممثل إدوارد سوثرن الذي لعب دور الأمير داندريري.

قريبنا الأمريكي هي مسرحية إنجليزية من ثلاثة أجزاء كتبها توم تايلور سنة 1858. المسرحية عبارة عن مهزلة قصتها مبنية على «آسا ترنشارد» وهو أمريكي أخرق وفظ لكنه صريح، وذهابه إلى أقربائه الإنجليزيين والأغنياء لطالبتهم بحقه من الإرث. عرضت المسرحية لأول مرة في مسرح لورا كين بنيويورك بتاريخ 15 أكتوبر 1858، ولعب دور البطل الممثل جوزيف جيفرسون، وبالرغم من أنها كانت ذات صيت واسع وظلت مشهورة جدًا خلال النصف الثاني من القرص التاسع عشر، لكنها معروفة لأنها المسرحية التي حضرها رئيس الولايات المتحدة أبراهام لينكون في مسرح فورد عندما اغتاله الممثل جون ويلكس بوث بتاريخ 14 أبريل 1865.